# Les Misérables (film, 1958)
Pour les articles homonymes, voir Les Misérables (homonymie).
Pour plus de détails, voir Fiche technique et Distribution.
Les Misérables est un film franco-italo-est-allemand réalisé en deux époques par Jean-Paul Le Chanois d'après le roman homonyme Les Misérables de Victor Hugo. Il est sorti en 1958. C'est l'une des quatre coproductions cinématographiques de la France avec la République démocratique allemande.

« Je considère ce film sur la générosité humaine comme un achèvement de ma carrière. »

— Jean-Paul Le Chanois. Le Temps des cerises.

## Synopsis
Jean Valjean, un paysan condamné à cinq ans de travaux forcés pour avoir volé un pain, sort du bagne de Toulon en 1815 après y avoir passé dix-neuf ans, sa peine initiale ayant été prolongée à cause de ses multiples tentatives d'évasion. Son destin bascule lorsque l'évêque de Digne, Monseigneur Myriel, se dévoue pour lui éviter d'être de nouveau incarcéré à la suite du vol qu'il a perpétré dans sa maison. Dès lors, Jean Valjean va s'évertuer à ne faire que le bien autour de lui au détriment de son propre bonheur.

## Fiche technique
- Titre original : Les Misérables
- Titre allemand : Die Elenden
- Titre italien : I Miserabili
- Réalisation : Jean-Paul Le Chanois
- Assistants-réalisation : Serge Vallin, Dagmar Bollin, Ruth Rischer, Max Friedmann, Michel Pezin
- Scénario : Jean-Paul Le Chanois, René Barjavel d'après le roman de Victor Hugo
- Adaptation : Jean-Paul Le Chanois, René Barjavel
- Dialogues : Jean-Paul Le Chanois, René Barjavel (Michel Audiard est crédité par erreur dans certaines bases de données[Note 1])
- Décors : Serge Piménoff et Karl Schneider, assistés de Pierre Duquesne, Jacques Brizzio, Alfred Schulz
- Costumes : Marcel Escoffier assisté de Frédéric Junker, Jacqueline Guyot, Louise Schmidt
- Maquillages : Louis Bonnemaison, Yvonne Gaspérina
- Coiffures : Jules Chanteau
- Directeur de la photographie : Jacques Natteau
- Cadrages : Henri Tiquet, Alain Douarinou
- Assistants opérateurs : Max Lechevalier, Jacques Lacourie, Neil Binney
- Son : René-Christian Forget, René Sarazin, assistés de Fernand Janisse et Guy Maillet
- Montage : Emma Le Chanois et Jacqueline Aubery Du Bouley
- Musique : Georges van Parys[2]
- Photographe de plateau : Roger Corbeau
- Scripte : Geneviève Cortier
- Régie : Jean Feix
- Secrétaire de production Charlotte Choquert
- Directeurs de production : Louis Duchesne, Paul Cadéac, Richard Brandt, Erich Kühne
- Sociétés de production : Pathé (France), DEFA (Allemagne), Serena Film (Italie)
- Société de distribution : Pathé (distributeur d'origine, France)
- Pays d'origine :  Allemagne de l'Est,  France,  Italie
- Langue originale : français
- Format : 35 mm - couleur (Technicolor) - 2.35:1 (Technirama) - monophonique
- Genre : drame
- Durée initiale : 242 minutes[3],[4],[1]
- Durée de la version DVD : 183 minutes[5]
  - 1re époque : 87 minutes
  - 2e époque : 96 minutes
- Dates de sortie : 
  - France : 12 mars 1958
  - Italie : septembre 1958
  - Allemagne de l'Est : 16 janvier 1959
- Classification : 
  - France : tous publics, art et essai (visa no 15430 délivré le 4 mars 1958)
- Affiches : André Bertrand (France)

## Distribution
- Jean Gabin : Jean Valjean / Champmathieu
- Danièle Delorme : Fantine
- Bernard Blier : Javert père et fils
- Serge Reggiani : Enjolras
- Bourvil : Thénardier
- Giani Esposito : Marius Pontmercy
- Béatrice Altariba : Cosette
- Martine Havet : Cosette enfant
- Elfriede Florin: La Thénardier
- Silvia Monfort : Éponine Thénardier
- Jimmy Urbain : Gavroche
- Isabelle Lobbé : Azelma
- Fernand Ledoux : Mgr Bienvenu Myriel
- Lucien Baroux : Monsieur Gillenormand
- Jean Murat : le colonel baron Georges Pontmercy
- la voix de Jean Topart : le narrateur
- Madeleine Barbulée : Sœur Simplice
- Marc Eyraud : Grantaire
- Pierre Tabard : Prouvaire, un révolutionnaire
- Jacques Harden : Courfeyrac
- Gérard Darrieu : Feuilly, un révolutionnaire
- Hans Ulrich Laufer : Combeferre
- Beyert : Bahorel
- Julienne Paroli : Mme Magloire
- Jean d'Yd : le père Mabeuf
- Suzanne Nivette : Mlle Gillenormand
- Jean Ozenne : le préfet de Montreuil-sur-Mer
- René Fleur : le cardinal
- Gabrielle Fontan : la mère supérieure du couvent
- Laure Paillette : Toussainte, la servante de la rue Plumet
- Paul Villé : Basque
- Louis Arbessier : le préfet de police
- Edmond Ardisson : le brigadier
- André Dalibert : le paysan au cheval à Montfermeil
- Luc Andrieux : un ouvrier insurgé
- Henri Guégan : Laigle, un ami de l'ABC
- Gerhard Bienert : le président du tribunal d'Arras
- Harry Hindemith : un bagnard
- Bernard Musson : Bamatabois, un bourgeois
- Robert Bazil : un commissaire
- Christian Fourcade : « Petit Pierre » (Gervais ou le petit ramoneur, dans le roman)
- Émile Genevois : le cocher de l'omnibus
- Jacques Marin : le secrétaire de M. Madeleine
- Jean Favre-Martin : « La Mort »
- Paul Bonifas : le médecin de l'hôpital
- François Darbon : un médecin
- Palmyre Levasseur : Sœur Perpétue
- Mag-Avril : la servante de M. Madeleine
- Henri Coutet : un charretier
- Raymonde Vattier : une bourgeoise
- Rodolphe Marcilly : l'huissier
- Paul Faivre (non crédité) : le cocher de M. Gillenormand
- Max Doria (non crédité) : le portier
- Christian Lude (non crédité) : le commissaire du Val-de-Grâce
- Mireille Daix (non créditée)[6] : Éponine Thénardier enfant
- Pierre Ferval : le comptable de la prison
- Édouard Francomme : le secrétaire de mairie
- Franck Maurice : un homme de la bande
- Pierre Moncorbier
- Jean Blancheur
- Julien Maffre
- Arlette Patrick
- Roger Pelletier
- Marcel Rouzé
- Le chœur de la Chorale populaire de Paris
- Jimmy Perrys (non crédité) : le préposé aux libérables
- Jean Sylvère (non crédité)
- Daniel André
- Christian Brocard (non crédité)
- Raymond Carl (non crédité)
- Yvonne Decade (non créditée)
- Allain Dhurtal (non crédité)
- Jean-Paul Le Chanois (non crédité)
- Robert Porte (non crédité) : Paget
- Panikel (non crédité)
- Gerhard Biard (non crédité)
- André Wasley
- Georges Atlas
- Werner Dissl (non crédité)  : Brevet
- Rolf Moebius (non crédité)  : l'avocat général
- Werner Segtrop (non crédité)  : le défenseur au tribunal
- Nico Turoff (non crédité) : Chenildieu
- et 10 000 figurants de l'armée est-allemande (dans les scènes de la rue Saint-Denis)

## Production
Ce film est la plus audacieuse des quatre coproductions qu'ont menées à bien la France et l'Allemagne de l'Est à la fin des années 1950. Cette coopération culturelle a vu le jour à la suite de la déstalinisation entreprise en février 1956 lors du XXe congrès du Parti communiste de l'Union soviétique. Le studio d'État de la République démocratique allemande, la Deutsche Film AG, a également coproduit avec la France Les Aventures de Till l'Espiègle en 1956, Les Sorcières de Salem en 1957 et Les Arrivistes en 1960. Après quoi, la RDA a décidé de cesser toute coopération. Une des raisons évoquées par Alexander Abusch, ministre de la culture de 1958 à 1962, était que la RDA ne se trouvait pas suffisamment représentée idéologiquement dans ces œuvres dans lesquelles elle avait dû faire trop de concessions à une définition artistique bourgeoise et réactionnaire. Peu de temps après, en août 1961, était érigé le Mur de Berlin.

### Scénario
Avec un scénario coécrit avec René Barjavel, moyennement respectueux de la trame romanesque, Le Chanois parvient à restituer les formidables déploiements dramatiques de l'œuvre de Victor Hugo. Porté par le souffle hugolien, le réalisateur s’applique à retranscrire les cas de conscience de Valjean. Ainsi, fidèle au poète, il illustre avec les éléments tourmentés (mer déchaînée et cieux couverts de nuées) l’admirable séquence de la « Tempête sous un crâne » de Valjean avant l’auto-dénonciation de celui-ci au tribunal, puis son calvaire dans les égouts et enfin son symbolique et lent chemin de croix dans les rues du Marais autour de la demeure de Cosette qui fut sa rédemption.

### Attribution des rôles
- Cette adaptation du roman de Victor Hugo doit beaucoup à sa distribution. C'est la puissance angélique d'un Jean Gabin - Valjean face à la veulerie et à la sournoiserie d'un génial Bourvil-Thénardier qui, campant jusqu'alors des rôles de « gentil naïf », surprend par son interprétation de méchant comme le père Thénardier (il hésita longtemps avant d’accepter ce rôle).
- Danièle Delorme incarnant une poignante Fantine qui se sacrifie par amour maternel, aux prises avec le redoutable Javert (Bernard Blier).
- C'est aussi la présence de comédiens très rares au cinéma : une des plus grandes tragédiennes de la scène, Silvia Monfort, transcendée par son rôle d'Éponine, va jusqu'à adopter les regards et la gestuelle du personnage décrit par Hugo avec « ses airs égarés et ses mouvements d’orfraie ». Elle fait face à un autre être d’exception, l’acteur-chanteur-poète Giani Esposito incarnant un Marius rêveur sans fadeur (Dominique Moncond'huy, professeur de littérature française à l'université de Poitiers, remarque que, dans la distribution, « Les apparitions de Silvia Monfort en Éponine et de Giani Esposito en Marius ont une vraie grâce. »[Note 2]).
- Avalanche de « gueules de seconds rôles » avec Serge Reggiani en Enjolras (Dominique Moncond'huy distingue aussi « Un Reggiani en Enjolras, qui sait convaincre. »), Fernand Ledoux en Mgr Myriel, Lucien Baroux en Gillenormand, Jean Murat en Pontmercy. Et même de troisièmes rôles comme Gabrielle Fontan en mère supérieure ou Madeleine Barbulée incarnant un signe salutaire du destin en « Sœur-Simplice-qui-ne-ment-jamais. »
- Suzanne Nivette, qui incarnait Éponine dans la version d'Henri Fescourt (1925), tient ici le rôle de Mlle Gillenormand tandis qu'Émile Genevois, qui incarnait le personnage de Gavroche dans la version de Raymond Bernard, Les Misérables (1934), fait une brève apparition en « cocher d'omnibus, ainsi que Jean d'Yd (le père Mabeuf) qui y incarnait le directeur de l'école. »

### Tournage
- Période de prises de vue : 1er avril au 25 octobre 1957
- Intérieurs : Studios de Babelsberg (Allemagne), Studios Francœur (France)
- Extérieurs : Paris, Var
- Tourné en Technicolor et Technirama, et grâce à la coproduction avec les studios est-allemands de la DEFA et ses Studios de Babelsberg en Allemagne de l'Est, le film a bénéficié de moyens considérables. Jean-Paul Le Chanois, en employant comme figurants les soldats de l'armée de la RDA pour les scènes épiques, en rend parfaitement l'ampleur : la bataille de Waterloo et l'insurrection de juin 1832 à Paris.
- Le Chanois effectue aussi un louable effort pour filmer en décor naturel lorsque l'action l'exige : il va dans le Var pour les séquences extérieures du bagne et tourne en plein centre de Paris malgré les énormes difficultés que lui posent les antennes de télévision sur les toits de la capitale, notamment pour les séquences au jardin du Luxembourg et sur les quais de Seine.
- Le talentueux décorateur Serge Piménoff a reconstitué en studio les quartiers du Faubourg Saint-Antoine et du Marais. D'innombrables costumes ont été conçus pour 10 000 figurants[8].

#### Montage
Un grand regret de Jean-Paul Le Chanois et sans doute des spectateurs : les chutes des nombreuses coupes effectuées au montage pour ramener la durée totale des deux époques à trois heures… Dans ses entretiens avec Philippe Esnault, Jean-Paul Le Chanois en témoigne : « Ce que je regrette, c'est que le film durait cinq heures et quart, ce qui était trop, d'autant que les producteurs réunis ont eu la folie de vouloir tout passer dans la même séance, avec un entracte au milieu, et des saucisses comme à l'Opéra de Bayreuth ! […] Si bien qu'ils ont dit assez vite que c'était trop long, qu'il fallait le réduire. J'ai commencé par refuser, mais on m'a fait entendre raison. […] J'ai coupé de mon mieux Les Misérables. […] Autrement dit, on a coupé beaucoup de scènes que je tiens pour belles. […] Il reste deux fois deux heures. On le passe en deux fois maintenant »,.

### BO
Notable composition musicale de Georges van Parys, avec la participation de la Chorale populaire de Paris. Le thème principal (générique) a été réenregistré (stéréo) en octobre 2006 par l'Orchestre symphonique de Hongrie dirigé par Laurent Petitgirard dans le cadre de l'édition d'une anthologie des musiques de film du compositeur : Georges van Parys et le cinéma. Il a aussi été enregistré en concert en 2005 par l'orchestre Pasdeloup sous la direction musicale de Jean-Christophe Keck (vidéo disponible sur le chaîne Youtube Orphée 58). 

## Box-office
« Champion du box-office France de 1958 : Les Misérables de Jean-Paul Le Chanois » (CNC).
| Pays             | Année | Box-office         | Source |
| ---------------- | ----- | ------------------ | ------ |
| France           | 1958  | 7 821 607 entrées  | [ 9 ]  |
| Italie           | 1958  | 4 740 000 entrées  | [ 10 ] |
| Union soviétique | 1958  | 24 400 000 entrées | [ 11 ] |

## Vidéographie
Les Misérables, en deux époques, coffret 2 DVD, collection Les Années Cinquante, Éditions René Chateau, 2002.
La réédition Pathé de 2024 modifie les paroles que chantent les forçats au début du film.